# O.O (canção)
"O.O" é uma canção gravada pelo girl group sul-coreano Nmixx para seu single álbum de estreia Ad Mare. Foi lançado como o single principal pela JYP Entertainment em 22 de fevereiro de 2022.

## Antecedentes e lançamento
Em 9 de julho de 2021, a JYP Entertainment anunciou que estrearia um novo girl group em fevereiro de 2022, o primeiro desde Itzy em 2019. Em 2 de fevereiro de 2022, foi anunciado que o grupo estrearia em 22 de fevereiro com o lançamento de Ad Mare. Seis dias depois, a lista de faixas foi lançada com "O.O" anunciado como single. Em 17 de fevereiro, o primeiro teaser do videoclipe de "O.O" foi lançado. Dois dias depois, o teaser do vídeo medley de destaque foi lançado. Em 21 de fevereiro, o segundo teaser do videoclipe de "O.O" foi lançado. A canção ao lado do videoclipe foi lançada em 22 de fevereiro.

## Composição
"O.O" foi escrito por Dr.JO (153/Joombas), composto por EJAE junto com Brian U, Enan, MarkAlong, Charlotte Wilson, Chanti, Awry, Ayushy, Jan Baars e Rajan Muse do The Hub, e arranjado pelos três primeiros. Foi descrita como uma canção com "mistura dos gêneros baile funk, teen pop e pop rock" com "intensa e cativante introdução de trap". A seção A de "O.O" foi composta na tonalidade de Mi menor, com andamento de 133 batidas por minuto, e a seção B foi composta em Lá maior com andamento de 100 batidas por minuto.

## Recepção crítica
Após seu lançamento, "O.O" recebeu críticas negativas de críticos musicais. Tanu I. Raj da NME descreveu a canção como "uma montanha-russa de gêneros [de] electropop a pop rock a hip hop" e comparou a canção a "Next Level" de Aespa e "I Got a Boy" de Girls' Generation. Ela afirmou que "'O.O' parece um fac-símile fraco em face da complexidade" em comparação com as canção mencionadas como "'O.O' tenta, mas falha, capturar qualquer atenção por muito tempo." Korea JoongAng Daily observou que "devido à sua natureza desconexa, muitos criticam que a canção tenta pressionar por uma imagem ousada e provocativa, mas é difícil de seguir, pois carece de uma estrutura musical básica." O professor de música pop e estudos de mídia Lee Gyu-tag escreveu que embora tivesse estilos musicais semelhantes a "Next Level", "era muito mais melodioso e tinha transições mais suaves" do que "O.O", além de apontar que seguir a canção era difícil por causa da falta de uma melodia clara e destacada. O membro do comitê de seleção do Korean Music Awards, Jung Min-jae, disse que "Não acho que 'O.O' veria reações [negativas] se a música fosse cativante, não importa o quão complicada fosse." No geral, ela sentiu que não era uma escolha segura como canção de estreia do grupo.
Em uma crítica mais favorável, por outro lado, Divyansha Dongre da Rolling Stone India descreveu "'O.O' como uma faixa de K-pop por excelência [que] mescla vários gêneros em um". Divyansha observou que "a alternância entre paisagens sonoras pode ser um pouco opressora para alguns ouvintes [devido à música] de abertura [que] é uma mistura poderosa de trap e sintetizador de baixo [enquanto] seu segundo verso vê a paisagem sonora rapidamente adotar a vibração e o entusiasmo que o pop rock tem a oferecer". Overall, No geral, Divyansha afirmou que "[a música] serve como uma introdução justa ao calibre e talento que os membros do Nmixx têm a oferecer."

## Desempenho comercial
"O.O" estreou no número 147 na Gaon Digital Chart da Coreia do Sul na edição da parada datada de 27 de fevereiro a 5 de março de 2022; em suas paradas componentes, a canção estreou na posição 40 na Gaon Download Chart na edição da parada datada de 20 a 26 de fevereiro de 2022, e número 95 na Gaon Streaming Chart na edição da parada datada de 27 de fevereiro a 5 de março de 2022. Ela ascendeu ao número 81 na Gaon Digital Chart, e Gaon Streaming Chart na edição da parada datada de 20 a 26 de março de 2022.  Na Billboard K-pop Hot 100, a canção estreou no número 88 na edição da parada datada de 19 de março de 2022, ascendendo ao número 63 na edição da parada datada de 30 de abril de 2022.
Na Billboard Japan Hot 100, a canção estreou no número 86 na edição da parada datada de 2 de março de 2022, ascendendo ao número 42 na edição da parada datada de 23 de março de 2022. Na Billboard Vietnam Hot 100, a canção estreou no número 95 na edição da parada datada de 3 de março de 2022, subindo para o número 38 na semana seguinte. Em Singapura, a canção estreou na 27ª posição na RIAS Top Streaming Chart e na oitava posição na RIAS Top Regional Chart na edição de 25 de fevereiro a 3 de março de 2022, subindo para o número 16 na RIAS Top Streaming Chart e número quatro na RIAS Top Regional Chart na semana seguinte. A canção também estreou em 18º lugar na Billboard Singapore Songs na edição da parada datada de 19 de março de 2022. Na Malásia, a canção estreou em 14º lugar na RIM Top 20 Most Streamed International and Domestic Songs na edição da parada datada de 4 a 10 de março de 2022. A canção também estreou na posição 17 na Billboard Malaysia Songs na edição da parada datada de 19 de março de 2022. Na Indonésia, a canção estreou no número 25 na Billboard Indonesia Songs na edição da parada datada de 2 de abril de 2022.
Globalmente, a canção estreou na posição 162 na Billboard Global 200 na edição da parada datada de 19 de março de 2022, subindo para o número 138 na semana seguinte. A canção também estreou no número 109 na Billboard Global Excl. U.S. na edição da parada datada de 12 de março de 2022, ascendendo ao número 71 na edição da parada datada de 26 de março de 2022.

## Promoção
Em 18 de fevereiro de 2022, a JYP Entertainment anunciou que o showcase de estreia do grupo seria adiado depois que a integrante Bae foi diagnosticada com COVID-19. O showcase de estreia foi realizado em 1º de março. o grupo posteriormente se apresentou em quatro programas musicais: M Countdown da Mnet em 3 de março, Music Bank da KBS em 4 de março, Show! Music Core da MBC em 5 de março e Inkigayo da SBS em 6 de março.

## Créditos e pessoal
Créditos adaptados de Melon.
Estúdio
- JYPE Studios – gravação, edição de vocal
- Canton House Studios – mixagem
- Sterling Sound – masterização

Pessoal
- Dr.JO (153/Joombas) – letra
- Jung Jun-ho – letra {{pequeno|(faixa
- Brian U (The Hub) – composição, arranjo, bateria, sintetizadores
- Enan (The Hub) – composição, arranjo, bateria, sintetizadores
- MarkAlong (The Hub) – composição, arranjo, bateria, sintetizadores
- Charlotte Wilson (The Hub) – composição, direção vocal
- Chanti (The Hub) – composição
- EJAE – composição, vocais de fundo, direção vocal
- Awry (The Hub) – composição, vocais de fundo
- Ayushy (The Hub) – composição
- Jan Baars (The Hub) – composição
- Rajan Muse (The Hub) – composição
- Jade – baixo
- BananaGaraG – baixo
- Paper Planet – guitarra
- TRIAD – guitarra
- Frankie Day – vocais de fundo
- Ayushy – vocais de fundo
- Gun Hye-jin – gravação
- Lee Sang-yeob – edição vocal
- Jiyoung Shin NYC – edição vocal
- Jaycen Joshua – mixagem
- Jacob Richards – mixagem (assistente)
- Mike Seaberg – mixagem (assistente)
- DJ Riggins – mixagem (assistente)
- Chris Gehringer – masterização

## Desempenho nas paradas musicais
| Parada (2022)                 | Melhores posições |
| ----------------------------- | ----------------- |
| Global 200 (Billboard)        | 138               |
| Indonésia (Billboard)         | 25                |
| Japão (Japan Hot 100)         | 42                |
| Malásia (Billboard)           | 17                |
| Malásia (RIM)                 | 14                |
| Singapura (Billboard)         | 18                |
| Singapura (RIAS)              | 16                |
| Coreia do Sul (Gaon)          | 81                |
| Coreia do Sul (K-pop Hot 100) | 63                |
| Vietnã (Vietnam Hot 100)      | 38                |

| Parada (2022)        | Posição |
| -------------------- | ------- |
| Coreia do Sul (Gaon) | 92      |

## Histórico de lançamento
| Região | Data                    | Formato                    | Gravadora   |
| ------ | ----------------------- | -------------------------- | ----------- |
| Várias | 22 de fevereiro de 2022 | Download digital streaming | JYP Dreamus |